# Carea mixticolor
Carea mixticolor är en fjärilsart som beskrevs av W. Warren 1916. Carea mixticolor ingår i släktet Carea och familjen trågspinnare. Inga underarter finns listade i Catalogue of Life.